# مردمان بومی گریت بیسین

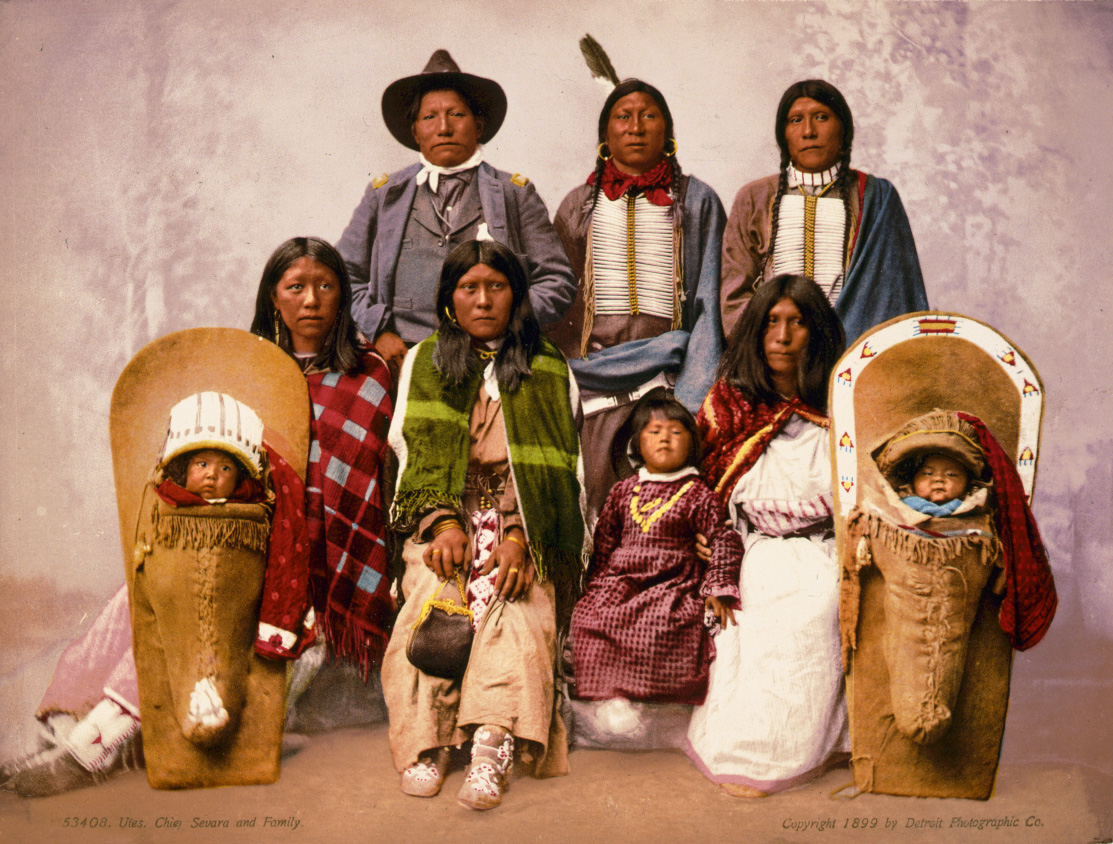
یک خانواده ار بومیان گریت بیسین در ۱۸۹۹

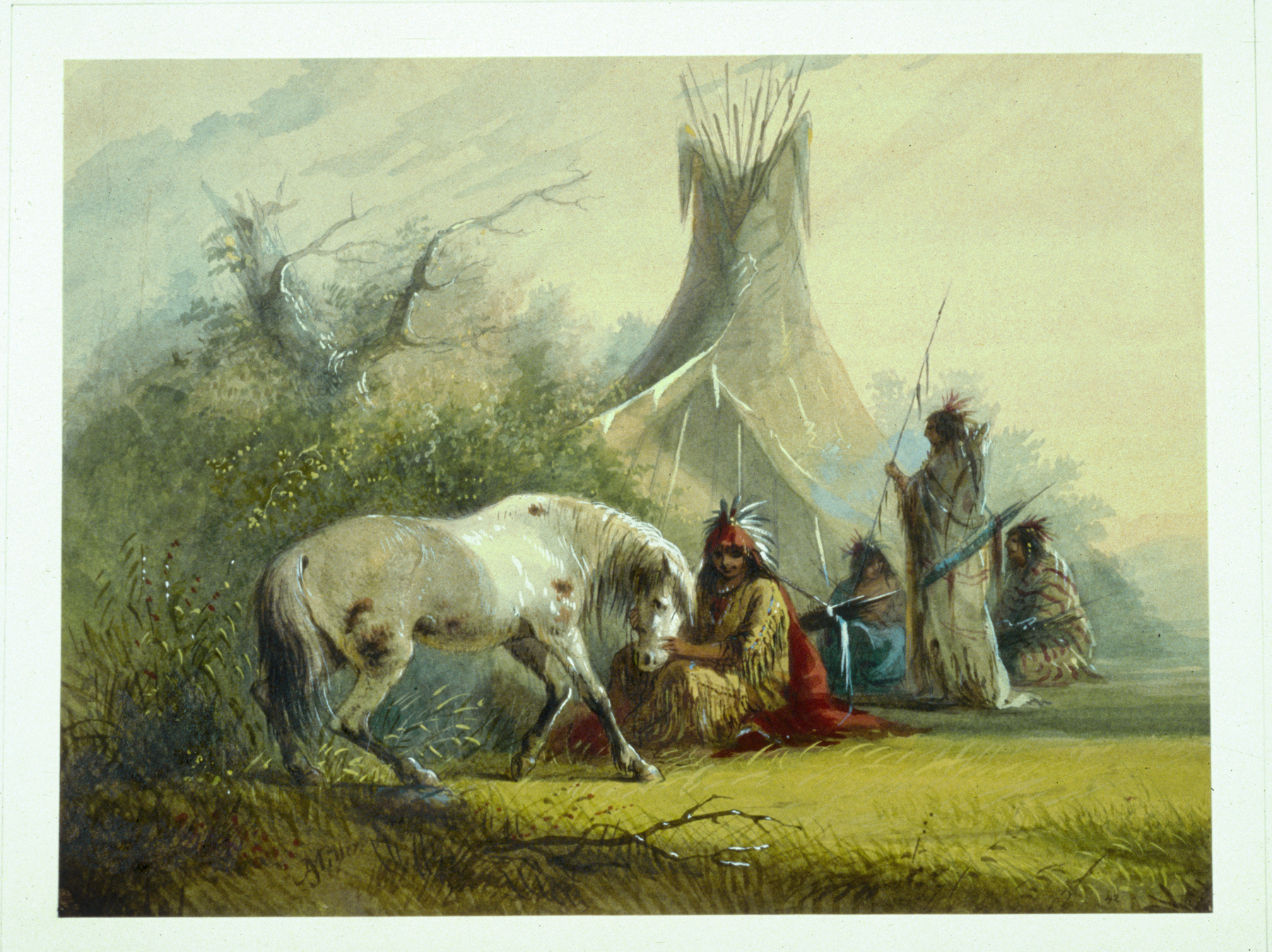
یک شوشونی با اسبش

مردمان بومی گریت بیسین (انگلیسی: Indigenous peoples of the Great Basin)یا مردمان بومی حوضه بزرگ سرخ پوستان ساکن گریت بیسین، دشت رودخانه مار و حوضه رودخانه کلرادو هستند. «گریت بیسین» یک تمدن در طبقه‌بندی مردمان بومی آمریکا و کانون تمدن و فرهنگ در منطقه است که بین کوه‌های راکی و سیرا نوادا، در نوادای کنونی، و بخش‌هایی از اورگن، کالیفرنیا، آیداهو، وایومینگ و یوتا قرار دارد. این منطقه ۴۰۰۰۰۰ مایل مربع (۱۰۰۰۰۰۰ کیلومتر مربع) مساحت دارد. بارش کم در منطقه گریت بیسین بر سبک زندگی و فرهنگ ساکنان تأثیر گذاشته‌است.